# Kortatu (disc)
Kortatu és el primer àlbum del grup musical basc Kortatu. Kortatu venien de gravar l'anomenat «disc dels quatre» al costat de Cicatriz, Jotakie i Kontuz-Hi!, que va aparèixer l'any 1985. Després de la seva publicació, la discogràfica Soñua va proposar a Kortatu l'enregistrament d'un primer LP. La banda va acceptar i van gravar en els estudis Tsunami 12 temes que formarien el disc, a part de «Nicaragua sandinista», que ja havia estat inclosa en el «disc dels quatre».
L'àlbum va ser majoritàriament cantat en castellà excepte els temes «Sarri, Sarri» i «Zu atrapatu arte», en els quals van utilitzar el basc. «Zu atrapatu arte» s'ha convertit en el tema en basc més corejat fora del País Basc.
Al 1998, Oihuka (discogràfica hereva de Soñua) va reeditar en CD l'àlbum incloent dos temes extres: «Merda de ciudad» i «El último ska», que havien aparegut, juntament amb «Nicaragua sandinista», en el «disc dels quatre».

## Kortatuen el seu context social
La dècada dels vuitanta va ser molt convulsa a Euskadi: hi va haver els primers atemptats dels GAL, la recrudescència dels atemptats d'ETA, el pla Zona Especial Norte (Z.E.N.) ideat pel Ministre de l'Interior José Barrionuevo i la ressaca de la reconversió industrial posada en marxa pel govern de Felipe González. En aquest context de fons, l'anomenat rock radical basc feia furor a Euskadi. Va ser llavors, a mitjan 1985, que va aparèixer Kortatu. L'àlbum va caure com una bomba en el panorama musical basc i, segons Roberto Moso (cantant de Zarama) va fer que Kortatu es convertís en «un fenomen sociològic».
Amb dosi de ska i punk al cinquanta per cent, els germans Muguruza van compondre un àlbum que és una visió del País Basc de l'època: crítiques al pla Z.E.N. («Sospechosos»), a l'Església catòlica («La familia Iskariote») o a les accions dels GAL i les Forces de Seguretat («Hernani 15/6/84», «Tolosa, iñauteriak»). A més, es critica la concessió del Premi Nobel de la Pau a Desmond Tutu mentre Nelson Mandela estava a la presó per lluitar contra l'apartheid («Desmond Tutu»).
Les lletres són directes i pamfletàries («Despierta, dispara / un gringo en tu casa», «Uno cree que aprender es importante / y se convierte en un jodido intelectual / que trata de serlo más que los demás», «Tú, maldito burgués / nunca entenderás nada / Para ti /lo que ocurre en la calle / son siempre problemas de otros», «Primera banda en el mundo / que practicó el ska-hardcore / Activismo, dinamita en iglesias / entre canción y canción», «Odio a todo el mundo / estoy lleno de mezquindad / y rezo para que llegue / una guerra nuclear», «Y es de verdad / pero no sé que pasa / por la República Sudafricana / Nelson Mandela está entre rejas / y han concedido un Premio Nobel de la Paz / a Desmond Tutu») Xabier Cervantes va dir «Potser calia compartir el moment i la circumstància per a comprendre-ho».
No obstant això, el disc té en conjunt un aire festiu i juvenil, en bona part a causa de la inclusió de cançons inspirades en el món del còmic: «La cultura» i «Mr. Snoid entre sus amigos los humanos» es basen en historietes de Robert Crumb, mentre que «Don Vito y la revuelta en el frenopático» s'inspira en una historieta del personatge Don Vito de Montesol, publicada en la primera època de la revista Makoki.

## Llista de cançons
| Disc original, 1985 1. «Don Vito y la revuelta en el frenopático» 2. «Jimmy Jazz» 3. «La cultura» 4. «Nicaragua sandinista» 5. «Zu atrapatu arte» («Fins a atrapar-te») 6. «Tolosa, iñauteriak» 7. «Hernani 15/6/84» 8. «Sospechosos» 9. «Sarri, Sarri» 10. «La familia Iskariote» 11. «Tatuado» 12. «Mr. Snoid entre sus amigos los humanos» 13. «Desmond Tutu» | Reedició en CD, 1998 1. «Don Vito y la revuelta en el frenopático» 2. «Jimmy Jazz» 3. «La cultura» 4. «Nicaragua sandinista» 5. «Zu atrapatu arte» («Fins a atrapar-te») 6. «Tolosa, iñauteriak» 7. «Hernani 15/6/84» 8. «Sospechosos» 9. «Sarri, Sarri» 10. «La familia Iskariote» 11. «Tatuado» 12. «Mr. Snoid entre sus amigos los humanos» 13. «Desmond Tutu» 14. «Mierda de ciudad» 15. «El último ska» |

Totes les cançons són de Fermin i Iñigo Muguruza excepte «Jimmy Jazz» (versió de The Clash), «Sarri, Sarri» (versió de «Chatty, chatty» de Toots and the Maytals) i «Mierda de ciudad» (versió de «Drinkin' and Drivin'» de The Business).
Totes les lletres són de Fermin Muguruza, excepte:
- «Jimmy Jazz», d'Iñigo Muguruza.
- «Zu atrapatu arte», de Fermin i Treku.
- «La cultura» i «Mr. Snoid entre sus amigos los humanos», escrites per Fermin i basades en còmics de Robert Crumb.
- «Sarri, Sarri», de Lorda i Iosu Landa, amb la col·laboració de Ruper Ordorika.
- «Tatuado», de Dieguo Dalt i Fermin.
- «El último ska», de Fermin i Iñigo

## Crèdits
- Fermin Muguruza: guitarra i veu.
- Iñigo Muguruza: baix, guitarra i veu.
- Treku Armendáriz: bateria.

### Músics addicionals
- Javi «Trompetari»: trompeta a «Tolosa, iñauteriak», «La cultura», «Nicaragua sandinista» i «La familia Iskariote».
- J. C. Irizar: pianola a «Mr. Snoid entre sus amigos los humanos».
- Jesús Soldevilla: percussió a «Desmond Tutu».
- Gari: veu a «La familia Iskariote».
- Carolo: veu de la introducció a «Desmond Tutu».
- Joseán López: xiulet a «Nicaragua Sandinista».
- Víctor (de Vómito Social): cors a «Mierda de Ciudad» i a «Jimmy Jazz».
- Marino i Patxi (de Fiebre): cors a «Merda de Ciutat» i «Jimmy Jazz».

## Personal tècnic
- Joseán López: tècnic de so, mescles i productor.
- Marino Goñi: tècnic de so i mescles.